# Kościół Matki Bożej Zwycięskiej w Poznaniu
Kościół Matki Bożej Zwycięskiej w Poznaniu – rzymskokatolicki kościół parafialny, usytuowany w Poznaniu na osiedlu Zwycięstwa (Winogrady).

## Historia
5 lipca 1983 ks. Zbigniew Orłowski (proboszcz w latach 1985-2025) otrzymuje zadanie zbudowania kościoła na os. Zwycięstwa. 3 listopada 1983 po uzyskaniu zgody od władz świeckich, rozpoczynają się prace porządkowe na części terenu przeznaczonego pod budowę tymczasowej kaplicy. Prace budowlane ukończono w czerwcu 1984. Kaplica zostaje poświęcona 1 lipca tegoż roku, przez Metropolitę Poznańskiego, księdza Arcybiskupa Jerzego Strobę. 1 listopada 1985 erygowano parafię pw. Matki Bożej Zwycięskiej. We wrześniu 1987 parafia otrzymuje zgodę na budowę kościoła i w marcu 1988 ruszają pierwsze prace przy budowie świątyni. W czerwcu 1990 przed budowanym kościołem postawiono krzyż. 24 grudnia 1994 odprawiono pierwszą mszę świętą – Pasterkę. 12 września 1995 ks. Arcybiskup Jerzy Stroba konsekruje nowy kościół. 12 września 2003 poświęcona zostaje figura Madonny Zwycięskiej, patronki parafii.

## Opis
Kościół zaprojektowany przez architektów: mgr inż. Zygmunta Skupniewicza i mgr inż. Lecha Sternala, przy współudziale konstruktora mgr inż. Napoleona Lewandowskiego. Podstawowe elementy nośne kościoła stanowią ramy stalowe, których słupy obudowano ścianami z cegły ceramicznej. Ścianę frontową świątyni zdobi wielkie, okrągłe okno z witrażem wykonanym z brył kolorowego szkła. Kościół zbudowano na planie prostokąta z wydzieloną nawą boczną i prosto zamkniętym prezbiterium. Na jego ścianie umiejscowiono wielką rzeźbę Matki Bożej Zwycięskiej wykonaną przez artystę rzeźbiarza Romana Kosmalę, który jest także autorem stacji Drogi Krzyżowej. Ołtarz posoborowy, stół „Słowa Bożego” i chrzcielnicę wykonano z zielonego marmuru włoskiego. W nawie bocznej umieszczono ołtarz z obrazem Miłosierdzia Bożego. Po lewej stronie ołtarza umieszczono obraz św. Faustyny, natomiast po prawej stoi popiersie papieża Jana Pawła II. Obiekt wznoszony był tzw. „systemem gospodarczym” z pomocą społeczności parafialnej, pod kierunkiem inż. Leopolda StrugaIskiego.

## Galeria

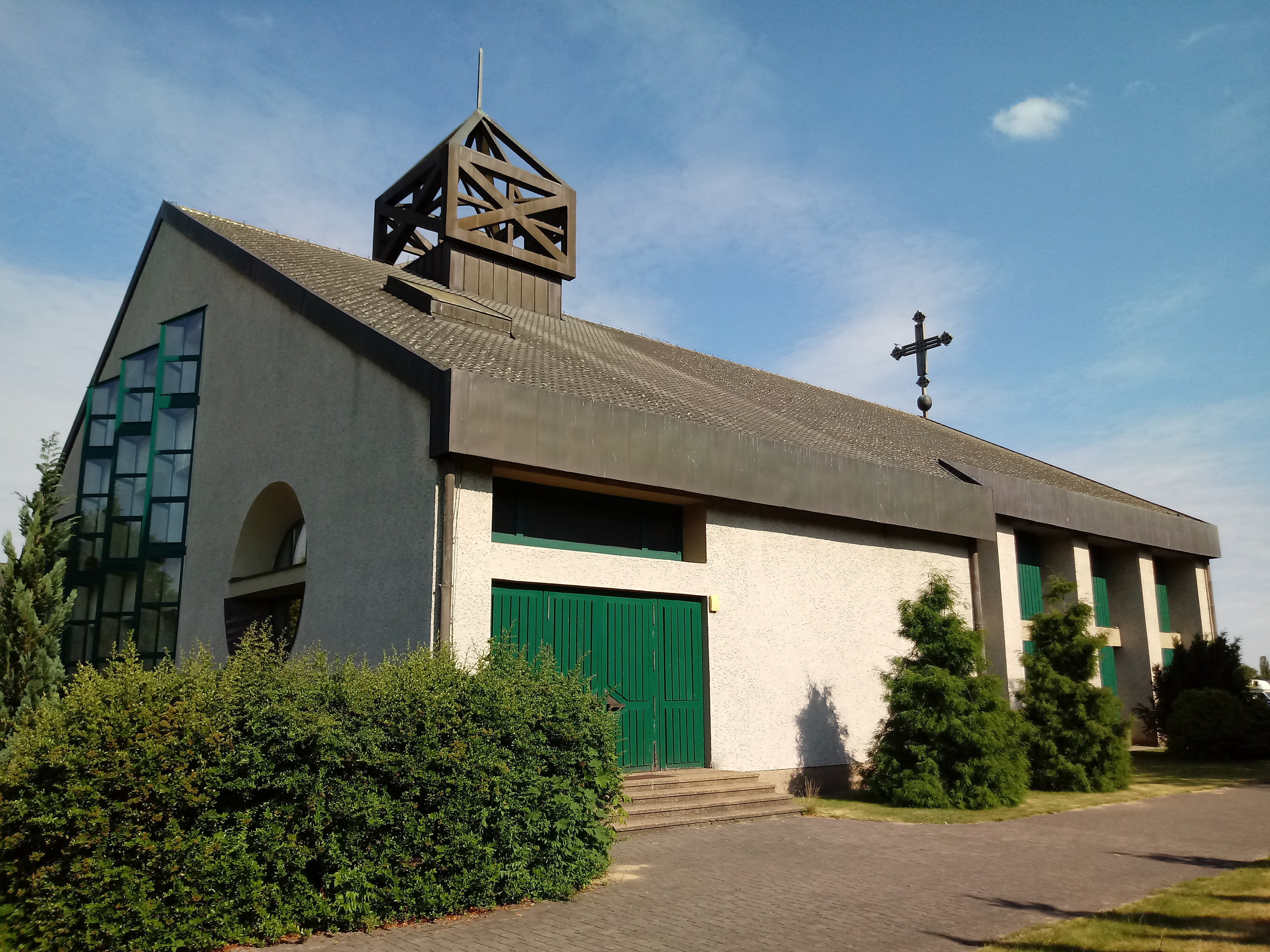
Widok od strony północno-zachodniej
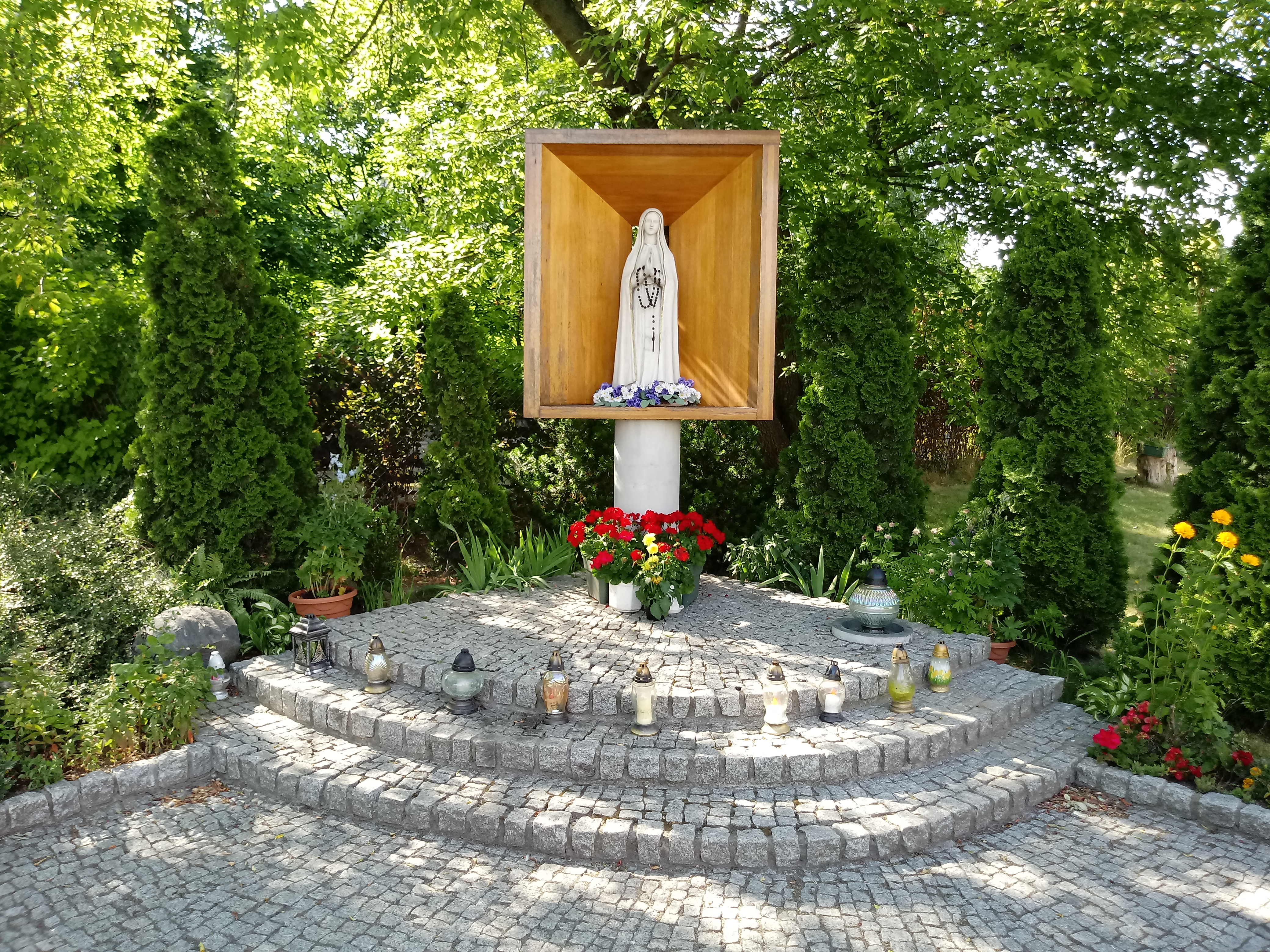
Kapliczka na terenie przykościelnym